# Eclissi solare del 28 giugno 1889
L'eclissi solare del 28 giugno 1889 è un evento astronomico che ha avuto luogo il suddetto giorno attorno alle ore 09.00 UTC. 
L'eclissi, di tipo anulare, è stata visibile in alcune parti dell'Africa, dell'oceano Atlantico e Indiano.
L'eclissi è durata 7 minuti e 22 secondi.